# Grand bisse de Lens
Le Grand bisse du Lens est un bisse situé dans le canton du Valais en Suisse.

## Histoire
Il a été construit entre 1448 et 1450 par le prieur Jean, dans le but d'arroser des prés, des vignes et des cultures des régions d'Icogne, de Lens, de Montana et de Chermignon. Ce bisse prend sa source dans la rivière de Lienne et termine sa course vers le village de Chermignon.
Après la traversée de forêts, le passage des rochers (falaises de Châtelard), de pinèdes et de chênaies, une partie de son parcours a été mise sous tunnel en 1984. Celui-ci mesure 848 mètre de long, pour une section de 5 m2 et large de 2 m. Le tronçon après le tunnel a été remis en eau en 2011.

## Géographie
- Départ : rivière de la Lienne
- Arrivée : Prairies et vignes de Chermignon
- Longueur : 13,8 km